# 希利湖 (阿拉斯加州)
希利湖（英語：Healy Lake）是位於美國阿拉斯加州東南費爾班克斯人口普查區的一個非建制地區和人口普查指定地區。根據2010年美國人口普查，該地共人口13人，而該地的面積約為192.50平方千米。

## 地理
希利湖的座標為63°59′20″N 144°42′29″W / 63.98889°N 144.70806°W，而該地的平均海拔高度為344米（即1129英尺）。